# Pandanus pistos
Pandanus pistos är en enhjärtbladig växtart som beskrevs av Harold St.John. Pandanus pistos ingår i släktet Pandanus och familjen Pandanaceae. Inga underarter finns listade.